# Snells lov
Snells lov beskriver, hvordan en lysbølge ændrer retning, når den går fra ét medium til et andet. For en grænseflade mellem medierne 1 og 2 gælder det, at:
{\displaystyle n_{1}\sin \theta _{1}=n_{2}\sin \theta _{2}}
hvor {\displaystyle n_{1}} og {\displaystyle n_{2}} er de respektive brydningsindekser, {\displaystyle \theta _{1}} er indfaldsvinklen, og {\displaystyle \theta _{2}} er den udgående vinkel. Det ses, at vinklerne er ens, hvis brydningsindekserne er ens, eller hvis indfaldsvinkel er nul. For meget små vinkler, kan loven approksimativt skrives som:
{\displaystyle n_{1}\theta _{1}=n_{2}\theta _{2}}
Det er tilfældet, hvis lyset er tæt på vinkelret på grænsefladen.
Snells lov er opkaldt efter Willebrord Snellius, men blev oprindeligt formuleret af perseren Ibn Sahl i 984.

## Udledning
Snells lov kan udledes vha. Fermats princip. En lysstråle rejser fra punktet {\displaystyle Q} i medium 1 til punktet {\displaystyle P} i medium 2. I følge Fermats princip vil lysstrålen følge den vej, der tager kortest tid. Hvis de to medier var ens, ville dette være en lige linje, men forskellige brydningsindekser giver forskellig fart {\displaystyle v} i de to medier:
{\displaystyle {\begin{aligned}v_{1}&={\frac {c}{n_{1}}}\\v_{2}&={\frac {c}{n_{2}}}\end{aligned}}}
hvor {\displaystyle c} er lysets fart i vakuum. Vejlængden {\displaystyle d} igennem hvert medium er givet ved (se illustration):
{\displaystyle {\begin{aligned}d_{1}&={\sqrt {a^{2}+x^{2}}}\\d_{2}&={\sqrt {b^{2}+(L-x)^{2}}}\end{aligned}}}
hvor {\displaystyle x} angiver, hvor lysstrålen rammet grænsefladen. At komme fra {\displaystyle Q} til {\displaystyle P} tager altså tiden {\displaystyle t}:
{\displaystyle {\begin{aligned}t&={\frac {d_{1}}{v_{1}}}+{\frac {d_{2}}{v_{2}}}\\t&={\frac {n_{1}}{c}}{\sqrt {a^{2}+x^{2}}}+{\frac {n_{2}}{c}}{\sqrt {b^{2}+(L-x)^{2}}}\end{aligned}}}
Ved at sætte den afledte mht. {\displaystyle x} til 0, kan vejen med den korteste tid findes:
{\displaystyle {\begin{aligned}{\frac {dt}{dx}}&={\frac {n_{1}}{2c}}{\frac {2x}{\sqrt {a^{2}+x^{2}}}}-{\frac {n_{2}}{2c}}{\frac {2(L-x)}{\sqrt {b^{2}+(L-x)^{2}}}}=0\\{\frac {n_{1}}{2c}}{\frac {2x}{\sqrt {a^{2}+x^{2}}}}&={\frac {n_{2}}{2c}}{\frac {2(L-x)}{\sqrt {b^{2}+(L-x)^{2}}}}\\n_{1}{\frac {x}{\sqrt {a^{2}+x^{2}}}}&=n_{2}{\frac {L-x}{\sqrt {b^{2}+(L-x)^{2}}}}\end{aligned}}}
Vinklerne er givet ved:
{\displaystyle {\begin{aligned}\sin \theta _{1}&={\frac {x}{\sqrt {a^{2}+x^{2}}}}\\\sin \theta _{2}&={\frac {L-x}{\sqrt {b^{2}+(L-x)^{2}}}}\end{aligned}}}
Når dette indsættes, findes Snells lov:
{\displaystyle n_{1}\sin \theta _{1}=n_{2}\sin \theta _{2}}